# Marliese Fuhrmann
Marliese Fuhrmann (* 18. Juli 1934 in Kaiserslautern; † 23. August 2015 ebenda) war eine deutsche Schriftstellerin.

## Leben
Die Autorin wuchs in Kaiserslautern und in Ludwigshafen am Rhein auf. Sie besuchte ab 1940 die Volksschule in Ludwigshafen, dann das Gymnasium bis zur 10. Klasse; ihr Vater verweigerte ihr die höhere Stufe. Nach einer kaufmännischen Ausbildung arbeitete sie hauptsächlich in der Kalkulation und in der Buchhaltung eines Bekleidungshauses. Während der Familienphase begann sie zu schreiben. Seit 1981 lebte sie als freie Schriftstellerin und Dozentin der Volkshochschule in Kaiserslautern.
Fuhrmann wurde durch ihr 1981 erschienenes Buch Zeit der Brennessel – Geschichte einer Kindheit bekannt, in dem sie sich intensiv mit den ersten vierzehn Jahren ihres Lebens auseinandersetzt. Nachdem es mit Fotos und zeitgeschichtlichen Dokumenten in der Tageszeitung Die Rheinpfalz in Fortsetzungen abgedruckt worden war, erschien das Buch 1983 als gebundene Sonderausgabe. Der Fischer-Taschenbuchverlag gab den Titel 1986 in Lizenz heraus. 1992 kam Zeit der Brennessel – Geschichte einer Kindheit, überarbeitet und versehen mit Kaltnadelradierungen von Svenja Korb, bei der Pfälzischen Verlagsanstalt als Neuauflage heraus.
1986 erschien im Fischer-Taschenbuchverlag in der Reihe „Die Frau in der Gesellschaft“ die Originalausgabe von Hexenringe – Dialog mit dem Vater. Es folgte die Erzählung Schneebruch – Geschichte einer Verschleppung, in der die Autorin Ende der 1980er Jahre versuchte, das Leben einer nach Deutschland verschleppten Zwangsarbeiterin nachzuzeichnen. 1994 brachte die Pfälzische Verlagsanstalt die Erzählung Uns hat der Winter geschadet überall. Nach aufwändigen Recherchen erschien im Jahr 2000 das illustrierte Buch Kuckucksruf und Nachtigall – Die Pfälzer Wandermusikanten. Der Görres-Verlag, Koblenz, legte 2007 den Band Anna und Andere – Frauenwege in der Pfalz mit vielen Bildern auf.
Von Marliese Fuhrmann erschienen Erzählungen, Porträts und Gedichte in mehr als 70 Anthologien, Zeitungen und Jahrbüchern, z. B. in: Rheinland-Pfälzerinnen – Frauen in Politik, Gesellschaft, Wirtschaft und Kultur in den Anfangsjahren des Landes Rheinland-Pfalz, herausgegeben von der Kommission des Landtages RLP, Mainz 2001. Sie schrieb den biografischen Text über Elisabeth von Sachsen (1552–1590), Gemahlin von Pfalzgraf Johann Casimir, in: Pfälzer Lebensbilder, herausgegeben von Hartmut Harthausen, Verlag der Pfälzischen Gesellschaft zur Förderung der Wissenschaften, 7. Band. Speyer 2007.
Marliese Fuhrmann war Mitglied des VS Rheinland-Pfalz, des Literarischen Vereins der Pfalz und der Autorengruppe Kaiserslautern. Sie dichtete auch in Pfälzer Mundart und war von 1983 bis 2012 Jurymitglied des Bockenheimer Mundartdichterwettstreits.
Fuhrmann war mit einem Forstbeamten verheiratet und hatte zwei Kinder.

## Werke
- Zeit der Brennessel – Geschichte einer Kindheit. Autoren Forum, Pfälzische Verlagsanstalt, Landau, 1981, ISBN 3-87629-237-9.
- Zeit der Brennessel – Geschichte einer Kindheit, Sonderausgabe mit Fotos und zeitgeschichtlichen Dokumenten, 1983, ISBN 3-87629-039-2.
- Zeit der Brennessel – Geschichte einer Kindheit, in der Reihe „Die Frau in der Gesellschaft“, Lizenzausgabe, Fischer-Taschenbuchverlag Bd. 3777, Frankfurt 1986, ISBN 3-596-23777-7.
- Zeit der Brennessel – Geschichte einer Kindheit, mit Kaltnadelradierungen von Svenja Korb, büttengebunden, Neuauflage, Pfälzische Verlagsanstalt, Landau, 1992, ISBN 3-87629-237-9.
- Hexenringe – Dialog mit dem Vater, Originalausgabe in der Reihe „Die Frau in der Gesellschaft“, Band 3790, Fischer-Taschenbuchverlag Frankfurt, 1987, ISBN 3-596-23790-4.
- Schneebruch – Geschichte einer Verschleppung, Pfälzische Verlagsanstalt, Landau, 1993, ISBN 3-87629-244-1.
- Uns hat der Winter geschadet überall. Erzählung. Pfälzische Verlagsanstalt, Landau 1994, ISBN 3-87629-265-4.
- Kuckucksruf und Nachtigall – Die Pfälzer Wandermusikanten, reich bebildert, Gollenstein Verlag, Blieskastel, Oktober 2000, ISBN 3-933389-27-5.
- Anna und Andere – Frauenwege in der Pfalz, bebildert, Görres – Verlag, Koblenz, 2007, ISBN 978-3-935690-63-8.
- Anderthalb Morgen Himmel – Diemerstein, mit Fotografien von Bärbel Fuhrmann-Mainitz, 2012, ISBN 978-3-00-039843-8.

## Mitherausgeberin
- Fliegende Hitze – Frauen durchleben Wechseljahre, Originalausgabe in der Reihe „Die Frau in der Gesellschaft“, Bd. 3703, Fischer-Taschenbuchverlag, Frankfurt/Main, 1986, ISBN 3-596-23703-3. Zu dem Sammelband, für den sich Marianne Schmitt aus Karlsruhe einsetzte, die in der Planungsphase an einer schweren Krankheit starb, trugen 20 Frauen verschiedenen Alters mit ihren Texten bei.
- Frauengeschichte – Frauengeschichten aus Kaiserslautern, Dokumentation Kaiserslauterer Bürgerinnen und Bürger, herausgegeben von der Gleichstellungsstelle Kaiserslautern. Otterbach, 1994, ISBN 3-87022-197-6.

## Auszeichnungen
- 1979 Dr.-Wilhelm-Dautermann-Preis des Pfälzischen Mundartdichterwettstreits in Bockenheim[1]
- 1985 Fördergabe des Pfalzpreises für Literatur des Bezirksverbands Pfalz
- 2001 Verdienstmedaille des Landes Rheinland-Pfalz
- 2002 Hermann-Sinsheimer-Plakette der Stadt Freinsheim